# Эхинокактус
Эхинока́ктус (лат. Echinocactus), или Ежовый кактус — род шаровидных суккулентов из семейства Кактусовые, распространённых в пустынях Мексики и юго-запада США. Растения медленнорастущие, но их высота может достигать трёх метров, а ширина — более метра.
Научное родовое название происходит от греческого слова echinos — ёж.

## Систематика
По классификации Баккеберга род Эхинокактус относится к подтрибе Северные шаровидные кактусы (Boreocactinae Backeb.) трибы Цереусовые (Cereeae Britton et Rose) подсемейства Цереусовые (Cereoideae Schum.).

## Распространение
Естественный ареал этого рода — субтропические пустыни США и Мексики, в том числе знаменитая пустыня Мохаве. Для этих районов характерны известковые и глинистые почвы.

## Биологическое описание
Стебли у большинства видов шаровидные; в молодом возрасте диаметр растений практически равен их высоте, с возрастом пропорции немного меняются и растения становятся немного вытянутыми. Высота взрослых растений — обычно в пределах 1,5 м, у отдельных экземпляров — до 3 м.
Рёбра многочисленные, выступающие, покрытые колючками. У некоторых видов число рёбер может превышать пятьдесят. Ареолы крупные, опушённые.
Цветки жёлтые, розовые или красные, располагаются на верхушке, нередко в несколько кругов. Цветочная трубка короткая, чешуйчатая, с войлочным опушением. Лепестки узкие, часто с опушёнными кончиками.
Возраст отдельных растений может достигать пятисот лет, а масса — одной тонны.

## Культивирование и использование
Эхинокактусы хорошо известны как садовые и комнатные растения. Морозостойкость слабая, при отрицательной температуре растения могут погибнуть.
Представители этого рода предпочитают хорошо дренированную слабокислую землю (pH=5,5). Весной их рекомендуется немного притенять, позже — держать на ярком солнце. Молодые растения нередко страдают от мучнистого червеца и паутинного клеща.
В Мексике мякоть видов Echinocactus platyacanthus, Echinocactus palmeri и Echinocactus grandis используют для изготовления цукатов. Саму мякоть именуют «аситрон» (исп. acitrón), цукаты — «биснага» (исп. biznaga), их добавляют в десерты, тамале, а также в мясные блюда типа пикадильо и чилес-эн-ногада.

## Виды
Наиболее распространенный в культуре вид Echinocactus grusonii Hildm. — Эхинокактус Грузона, или Эхинокактус Грусона по современной классификации выделен в самостоятельный монотипный род Kroenleinia (Крёнлейния) с тем же видовым эпитетом.
В состав рода Эхинокактус включается 123 вида , в том числе 
- Echinocactus horizonthalonius Lem. — Эхинокактус горизонтальный. Один из самых мелких эхинокактусов: его максимальная высота — 25 см. Рёбер 8. Колючки — в молодом возрасте красные, позже жёлтые; до 4 см в длину. Цветки — разных оттенков красного.
- Echinocactus parryi Engelm.
- Echinocactus platyacanthus Link & Otto — Эхинокактус широкоиглый; [syn.  Echinocactus ingens Zucc. — Эхинокактус огромный]. Вид из Мексики. Растение высотой до 150 см и шириной до 125 см, с сильно опушённой верхушкой. Рёбер бывает более 50 штук. Колючки — коричневые, до 3 см в длину. Цветки жёлтые, воронкообразные, длиной 2 см.
- Echinocactus polycephalus Engelm. & J.M.Bigelow — Эхинокактус многоголовчатый. Вид из пустыни Мохаве (США).
- Echinocactus texensis Hopffer